# Nayif de Jordania
Nayif de Jordania (Taif, 14 de noviembre de 1914 - Amán, 12 de octubre de 1983) fue un príncipe jordano. Hijo menor del rey Abdalá I de Jordania.